# Champagne (historisk region)
Champagne är en historisk region i nuvarande regionen Grand Est.
Champagne bildades på 900-talet i samband med att grevskapen Troyes och Meaux slog samman till ett större grevskap. Det kom snart i händerna på huset Blois. Under perioden 1100-1300 utgjorde Champagne ett centrum för handeln mellan Syd- och Västeuropa, innan en mer betydande sjöhandel mellan Medelhavet och Atlantkustområdet tagit fart. Här hölls stora mässor, les foires de Champagne. Grevarna av Champagne utgjorde länge ett hot mot den franske kungen genom att dess domäner omringade Parisbäckenet, men 1284 förmäldes Filip den sköne med Johanna I av Navarra, arvtagare till grevskapet och 1314 införlivades det med de kungliga domänerna.
Under hundraårskriget härjades Champagne svårt och marknaderna som tidigare varit en betydande del i regionens rikedom förföll. 1790 delades Champagne i departementen Ardennes, Marne, Aube och Haute-Marne, medan delar tillföll departementen Aisne, Seine-et-Marne, Yonne och Meuse.